# Purperrugdoornsnavel
De purperrugdoornsnavel (Ramphomicron microrhynchum) is een vogel uit de familie Trochilidae (kolibries).

## Verspreiding en leefgebied
Deze soort komt voor van noordelijk Venezuela tot Bolivia en telt vier ondersoorten:
- R. m. andicola: westelijk Venezuela.
- R. m. microrhynchum: Colombia, Ecuador en noordwestelijk Peru.
- R. m. albiventre: centraal Peru.
- R. m. bolivianum: centraal Bolivia.